# سلاف فواخرجي
سلاف فواخرجي (27 يوليو 1977 -)، ممثلة سورية.

## النشأة
ولدت سلاف محمد سليم فواخرجي في مدينة اللاذقية يوم الأربعاء 11 شعبان 1397هـ، لأب سني لعائلة من أصل تركي، وأم علوية، والدها سياسي ومن مؤسسي حزب البعث في سوريا، ووالدتها الكاتبة ابتسام أديب، لديها أخ يكبرها سنا اسمه أشرف يعمل في دبي، وأخت غير شقيقة تسمى نهى يوسف توفيت عام 2016.
تخرجت من كلية الآداب قسم الآثار في جامعة دمشق عام 1998، ودرست الفنون التشكيلية والنحت الضوئي بمعهد أدهم إسماعيل، في عام 2017 عادت للجامعة مرة أخرى لتعلم اللغة السريانية بالمعهد العالي للغات، بجامعة دمشق.

## مسيرتها الفنية
بدأت سلاف فواخرجي مسيرتها الفنية في السنة الثالثة من دراستها بكلية الآداب، حين رشّحها المخرج ريمون بطرس لأداء دور في فيلم «الترحال». حقق هذا الدور صدىً إيجابيًا بين الجمهور والنقاد، قام بعدها المخرج عبد اللطيف عبد الحميد بتقديمها في دور رومانسي ضمن فيلمه «نسيم الروح». تلا ذلك انخراطها في مجموعة من الأعمال التلفازية والسينمائية، ساهم ذلك بترسيخ حضورها في الوسط الفني.

## حياتها الخاصة
تزوجت من الممثل السوري وائل رمضان عام 1999، وهي في السنة الرابعة من مرحلتها الجامعية، وكانت قد عليه بشكل أكبر أثناء تصوير مسلسل الجمل، عام 2004 تطلقا ثم عادا مرة أخرى بعد فترة وجيزة. أنجبت منه ولدين هما حمزة وعلي وقد شاركاها التمثيل في مسلسل الحسناء والعجوز وأجزاء من مسلسل بقعة ضوء، في 5 أبريل 2022 أعلنت سلاف فواخرجي انتهاء زواجها منه.
في يونيو 2021، حاصلت فواخرجي على الإقامة الذهبية في دولة الإمارات العربية المتحدة. في أكتوبر 2022 منح الرئيس الفلسطيني محمود عباس سلاف وعائلتها، الجنسية الفلسطينية ونشرت فواخرجي صورة عبر صفحتها الرسمية على «فيسبوك» صورة وهي تتسلم جواز السفر من مدير عام دائرة العلاقات العربية بمنظمة التحرير الفلسطينية أنور عبد الهادي.

## الجدل

### موقفها من الثورة السورية
منذ اندلاع الثورة السورية عام 2011، تبنّت الفنانة سلاف فواخرجي موقفًا مؤيدًا للنظام السوري، ورفضت الاعتراف بشرعية الحراك الشعبي، واصفة إياه بـ"التخريب". دافعت بشدة عن بشار الأسد، واصفة إياه بـ"الراقي والإنساني"، واعتبرت الجيش السوري "أشرف الناس". أنكرت وقوع مجازر موثقة مثل هجوم الغوطة الكيماوي، وقللت من أهمية التقارير الحقوقية حول سجن صيدنايا. كما ساندت قمع التظاهرات ووصفتها بـ"مؤامرة خارجية". زياراتها لبعض المدن المدمّرة بعد تهجير سكانها اعتُبرت استعراضية لتجميل صورة النظام.
خلال سنوات الحرب، واصلت فواخرجي دعمها المطلق للنظام عبر تصريحات إعلامية، وشاركت في تحريض إعلامي ضد المعارضين. هاجمت شخصيات معارضة بارزة مثل أصالة نصري وكندة علوش، واتهمتهن بالتنكر لسوريا. اعتبرت أن سقوط الأسد يعني انهيار الدولة، ورفضت أي حديث عن مرحلة انتقالية. كما وصفت الفنانين المنشقين بالخونة، ووصفت كل من ينتقد الجيش السوري بأنه عميل أو مأجور. هذه التصريحات زادت من الانقسام داخل الوسط الفني السوري.
ورغم محاولاتها اللاحقة لتخفيف حدة تصريحاتها، لم تعتذر فواخرجي عن مواقفها السابقة، بل استمرت في الدفاع عن النظام حتى بعد سقوطه أواخر 2024. ظهرت في مقابلات تؤكد فيها أن ما جرى مؤامرة إعلامية لتشويه صورة سوريا. ورفضت الاعتراف بجرائم الحرب، متهمة الإعلام بـ"التحريض وتزييف الحقائق". هذه التصريحات أثارت موجة غضب واسعة، واعتبرها كثيرون تواطؤًا مع النظام ومشاركة في تبرير الانتهاكات. تزايدت الدعوات الشعبية لمقاطعتها فنيًا ومحاسبتها أخلاقيًا.
في أبريل 2025، أعلنت نقابة الفنانين السوريين رسميًا شطب عضويتها، معتبرة أن مواقفها تخالف القيم الوطنية والإنسانية. البيان أشار إلى أن تمجيد نظام ارتكب جرائم موثقة يُعد خرقًا للأخلاقيات المهنية. كما أوضح أن "سوريا الجديدة" تسير نحو العدالة والمساءلة، ولا مكان فيها لمن يبرر القمع أو ينكر المعاناة. القرار جاء استجابة لضغط شعبي واسع ومطالبات من منظمات حقوقية.

### حادثة الاختطاف
في أعقاب كشف فواخرجي عن أنها تعرضت لمحاولة اختطاف، شكك مغردون ونشطاء على منصات التواصل في صحة بعض تفاصيل الحادثة، داعين إلى تمحيص روايتها قبل تداولها، واعتبروا أنّ ثمة مبالغة أو «فبركة» قد تهدف إلى جذب التعاطف الشعبي لصالحها. اتهمها بعض المعلقين بأنها وظفت حادثة اختطاف أبنائها لترسيخ رواية النظام السوري، وأن خطابها جاء في سياق تبرير القمع السياسي واستغلال مصائب شخصية لأهداف دعائية.
ردت فواخرجي بأنها: «لم تفبرك الشائعة فهذا الأمر حقيقي»، ورفضت الخوض في تفاصيل الواقعة واعت بأنها منظورة أمام القضاء، وصرحت: بأن خادمة عملت لديها لمدة أربعة عشر عاما خططت لاختطافها بمعاونة أقارب لها، وأن الله نجّاها، وأضافت بأن أغلب الفنانين السوريين المؤيدين للنظام مهددون بالقتل.

### مزاعم الاغتيال
في مارس 2013، ادعت فواخرجي أنّها تعرّضت لمحاولة اغتيال خلال زيارتها للسودان من أجل تكريمٍ فني، وأنّها كانت حاضرة في حفلٍ أقيم في حديقة عامة عندما لاحظت تصرّفات مريبة لفئة من الشبان، فأبلغت رجال الأمن السودانيين الذين تصدوا للمهاجمين وأمّنوا خروجها بسلام. وأضافت أنّ محاولات مماثلة وقعت داخل سوريا أيضًا، وأن دوافعها كانت سياسية بحتة، إذ اعتقد المخططون أنّ اغتيالها لكونها من الداعمين للنظام سيشكّل «انتصاراً للثورة» في نظرهم.
لاحظ ناشطون أنّ الحادثة لم تُوثّق من قبل مصادر مستقلة، لا سودانية ولا سورية، مما أضعف صدقيتها في نظر شريحة من المتابعين. واعتبر ناشطون أنّ سرد فواخرجي للحادثة – كما ورد في أكثر من لقاء – يتّسم بالمبالغة والاسترسال العاطفي، ما أثار شكوكًا حول واقعيتها.

### ملصق مسلسل شارع شيكاغو
في يوليو 2020، تعرضت فواخرجي لانتقادات بسبب مسلسل «شارع شيكاغو»، حيث احتوى أن الملصق الرسمي للمسلسل على إيحاءات «خادشة للحياء» مع الممثل مهيار خضور. فواخرجي ردت على هذه التعليقات بأنها مستفزة، وقالت أن الصورة تعكس قصة حب تنتمي لزمن الرومانسيات الستينية، ولا تتجاوز هذه البساطة والمقصد.

## أعمالها

### من المسلسلات
- (2025):ليالي روكسي
- (2024):إمبراطورية م
- (2024):مال القبان
- (2022):مع وقف التنفيذ
- (2021):عنبر 6
- (2021):الكندوش
- (2020):شارع شيكاغو
- (2020): بكرا أحلى (ج2)
- (2020): خط ساخن
- (2019): ناس من ورق
- (2019):هوا أصفر.
- (2016):أحمر.
- (2016):باب الحارة 8.
- (2016):مدرسة الحب.
- (2015):بانتظار الياسمين.
- (2015):حرائر.
- (2015):من الجاني.
- (2015):حارة المشرقة.
- (2013):حدث في دمشق.
- (2013):ياسمين عتيق.
- (2012):ما بتخلص حكايتنا.
- (2012):المصابيح الزرق.
- (2011):الولادة من الخاصرة.
- (2011):في حضرة الغياب.
- (2010):كليوباترا.
- (2009):آخر أيام الحب.
- (2008):يوم ممطر آخر.
- (2008):أحلام كبيرة.
- (2008):هيك تجوزنا.
- (2008):أسأل روحك.
- (2008):يا ناس يا هوه.
- (2008):الفنار.(2008) أسمهان
- (2007):رسائل الحب والحرب.
- (2007):عنترة.
- (2007):جنون العصر.
- (2006): سفير فوق العادة.
- (2006): الواهمون.
- (2006):ندى الأيام.
- (2006):سقف العالم.
- (2006):على طول الأيام.
- (2006):بارود اهربوا.
- (2005):بكرا أحلى.
- (2005):الظاهر بيبرس.
- (2005):شواطئ الوفاء.
- (2005):عصي الدمع.
- (2003): بقعة ضوء - الجزء الخامس.
- (2005): ملوك الطوائف.
- (2005): عصفور طيار.
- (2004): أحلام كبيرة.
- (2004): شهرزاد الحكاية الأخيرة.
- (2004):عصر الجنون.
- (2003): لغز الجريمة.
- (2003): نساجة ماري.
- (2003): الحسناء والعجوز.
- (2003): ذكريات الزمن القادم.
- (2003): الشمعة والدبوس.
- (2003): بقعة ضوء - الجزء الثالث.
- (2003): قانون ولكن.
- (2002): الوصية.
- (2002): أقبية الموت.
- (2002): الفصول الأربعة.
- (2002): صقر قريش.
- (2002): الأرواح المهاجرة.
- (2002): صراع الزمن (جلنار).
- (2002): ورود في تربة مالحة.
- (2002): نوادر جحا.
- (2002): ردم الأساطير.
- (2001): صلاح الدين الأيوبي.
- (2001):مبروك.
- (2001):الأيام المتمردة.
- (2001): لشو الحكي.
- (2001):أحلام لا تموت.
- (2001): قوس قزح.
- (2000): سري للغاية.
- (1999): تلك الأيام.
- (1999): قلب دافئ.
- (1999): الجمل.
- (1999):سيرة آل جلالي.
- (1999):ثلوج الصيف.
- (1998):خان الحرير ج2.
- (1997):عودك رنان.
- (1997):بنت الضرة.
- (1997): باب الحديد.
- (1997):الحقيبة الضائعة.

### من المسرحيات
- (2001): حكاية الشتاء.
- (2003): سأخون وطني.
- (2002):الصوت.
- (2003): لشو الحكي.[24]

### من الأفلام
- (1997): الترحال.
- (1997):نسيم الروح.
- (1999): سرير بنت الملك.
- (2004): أيام في مسقط[25]
- (2006): القيامة.[26]
- (2008):حسيبة.
- (2008):ليلة البيبي دول.
- (2006):حليم.
- (2007):الهوية.
- (2011):يوم صامت.
- (2012):مريم.
- (2012):هوى.
- (2015):الأم.
- (2015):بانتظار الخريف.
- (2017):طريق النحل
- (2023):سلمى

### في الإخراج
- (2016):رسائل الكرز

### تقديم البرامج
- (2001): برنامج «يامرحبا» مع زوجها الفنان وائل رمضان خلال شهر رمضان.[27]
- (2004): برنامج «طرب عالطلب» على قناة فن التابعة لشبكة أوربت الإعلامية
- (2004): تقديم حفل الافتتاح في مهرجان مسقط السينمائي
- (2008)، (2010): : تقديم حفل الافتتاح في مهرجان دمشق السينمائي الدولي

## الجوائز
حصدت خلال مسيرتها الكثير من الجوائز والتكريمات منها:
- مصر: درع مهرجان القاهرة السابع للإذاعة والتلفزيون عام 2001 عن مسلسل «أحلام لا تموت».
- مصر: جائزة أحسن ممثلة في مهرجان القاهرة التاسع للإذاعة والتلفزيون.
- سوريا : جائزة نقابة الفنانين عام 2003.
- عُمان: تكريم خلال مهرجان مسقط عن فيلم أيام مسقط الوثائقي 2004.
- لبنان: «الموريكس دور» كأفضل ممثلة تلفزيونية عربية لعام 2008 عن دورها في مسلسل «أسمهان»
- سوريا: «أدونيا» كأفضل ممثلة سورية- دور أول لعام 2008عن دورها في مسلسل «أسمهان»
- مصر: ذهبية مهرجان القاهرة للإذاعة والتلفزيون 2008 عن دورها في مسلسل «أسمهان»
- سوريا: تكريم خلال مهرجان دمشق السينمائي 2008
- الولايات المتحدة: «جائزة العطاء» لـعام 2010 التي تمنح عادة في هوليوود للفنانين العرب تكريماً لهم على عطائهم في مسيرتهم الفنية.
- السودان: تكريم في الخرطوم عن فيلم رسائل الكرز 2013.
- الكويت: تكريم من جريدة الأنباء الكويتية في الحفل الذي أقامته بمناسبة مرور 41 سنة على تأسيسها 2017.[28]
- مصر: تكريم في حفل افتتاح مهرجان la femme للأفلام القصيرة الذي منحها جائزة الممثلة الراحلة فاتن حمامة، حيث دعُيت للمشاركة في المهرجان كعضو لجنة تحكيم إلى جانب غادة جبارة العميدة السابقة للمعهد العالي للسينما والمخرجة الإيطالية كريستينا بوكيليني 2017.
- سوريا: تكريم خلال مهرجان شموع العطاء في دورته الأولى 2017.
- سوريا: تكريم خاص في مهرجان سينما المرأة للأفلام القصيرة 2017.
- سوريا: تكريم في مهرجان عيد الفن في دمشق 2017.
- تونس: تكريم ضمن فعاليات أيام قرطاج المسرحية 2017.[29]
- تونس: جائزة أفضل ممثلة عن فيلم سلمى ضمن فعاليات أيام قرطاج المسرحية 2024.[30]

## وصلات خارجية
- سلاف فواخرجي على موقع IMDb (الإنجليزية)
- سلاف فواخرجي على موقع قاعدة بيانات الأفلام العربية
- سلاف فواخرجي على موقع قاعدة بيانات الفيلم (الإنجليزية)